# 軍艦防波堤

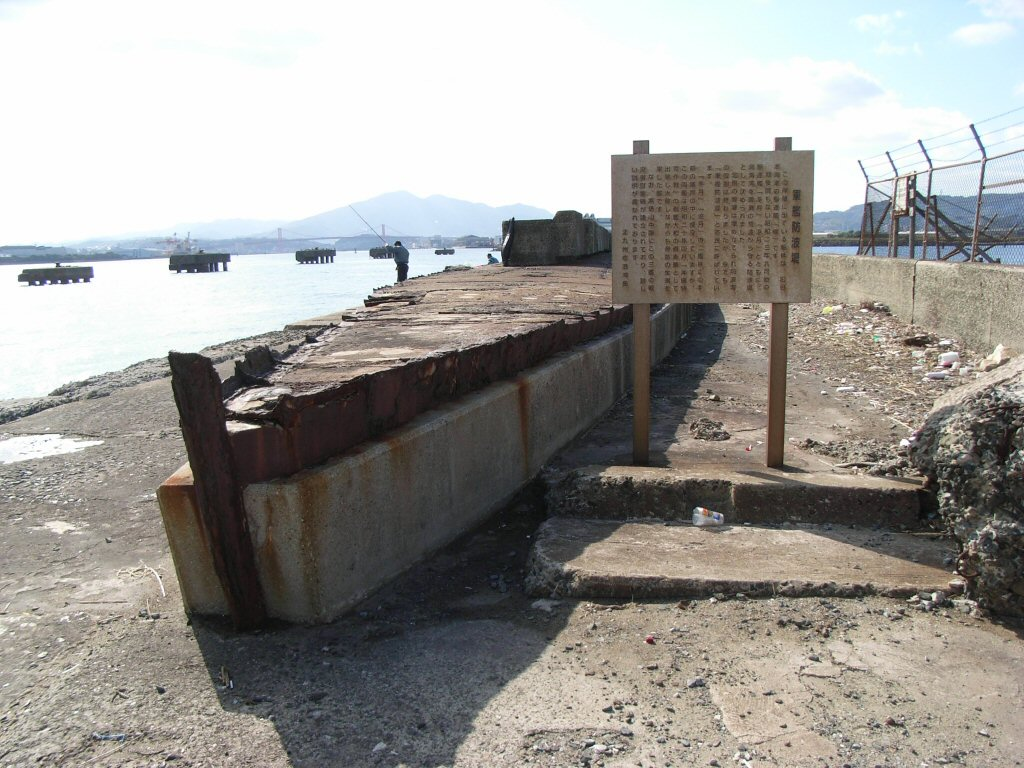
軍艦防波堤に今も残る柳（初代）の船体

軍艦防波堤（ぐんかんぼうはてい）は北九州市若松区響町の北九州港にある防波堤の通称。
正式名称は響灘沈艦護岸（ひびきなだちんかんごがん）。

## 概要
太平洋戦争終結後、旧日本海軍艦艇の多くは戦時賠償として連合国に引き渡されるか解体されるかしたが、何隻かの艦艇は解体された船体が防波堤として利用された。
北九州市にある若松港（現在の北九州港）の場合、運輸省第4港湾局により構築された長さ770mの防波堤のうち約400mを、駆逐艦「涼月」「冬月」「柳（初代）」の3隻の船体を沈設して作られた。設置当初は船体そのものが防波堤の役割を果たしていたが、のちに埋設または周囲をコンクリートで覆われた（後述）。近年、文化財としての価値が見いだされ、港湾管理者である北九州市港湾局（現・港湾空港局）による修復および由来を解説した看板が設置されたほか、土木学会による「近代土木遺産2800選」に選出されている。なお旧日本海軍においては、駆逐艦は狭義の「軍艦」には分類されていなかった。

## 歴史
沈設は1948年（昭和23年）6月から7月にかけて行われ、船体内部には岩石や土砂が詰め込まれてコンクリートで固定された。沈設当初は船で渡る必要があったが観光名所となり、船首楼の内部に入れたほか、各室入口のネームプレートも残されている状態だった。1950年（昭和25年）頃には歩いて行けるようになり良い釣り場となったが、このころから金属泥棒が目立ちはじめたため防波堤の役目を果たさなくなる虞があることから立入禁止となった。
その後は船体の崩壊が急速に進んだ。また、1961年（昭和36年）9月の台風によって内部の土砂が大きく流失したため、翌年の復旧工事のさい「涼月」「冬月」はコンクリートで完全に埋設されたが、「柳」は船体上部の原形を約80mにわたり留めた。しかし、「柳」の船体は更に劣化が進み1999年（平成11年）に艦首部分が崩壊したため翌年、船体の周囲をコンクリートで補強する修復が行われた。「柳」の船首楼は既に無くなっていたが、修復によって船体は現在もその形状を留めている。

### 船体の由来について
この防波堤に使われた船体は初代「柳」（桃型駆逐艦、1917年竣工）であるが、多くの文献で間違って2代目「柳」（松型駆逐艦、1945年竣工）の紹介がされているという。

## 慰霊碑

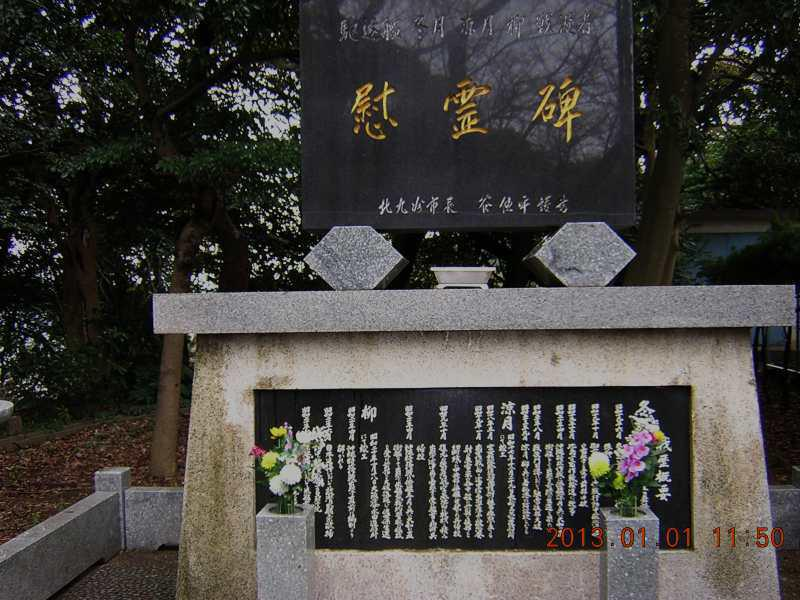
北九州市若松区修多羅(すたら)にあり 名所 高塔山公園への登山道から少しだけ外れた場所にある慰霊碑

1976年（昭和51年）4月7日、遺族会や有志の協賛により、3艦艇の戦没者慰霊碑が北九州市若松区の高塔山に建立された。ただし、こちらも「柳」の記述は2代目のものとなっている。

## 軍艦防波堤を取り上げた作品
- 澤章「軍艦防波堤へ―駆逐艦凉月と僕の昭和二〇年四月」- 作者は「凉月」の最後の艦長である平山敏夫中佐の孫である。
- 須崎正太郎「異世界君主生活2 ～読書しているだけで国家繁栄～」